# Persay család

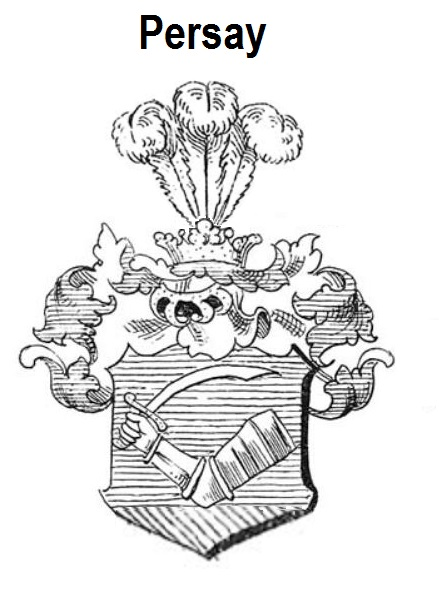
A Persay család címere (rajz)

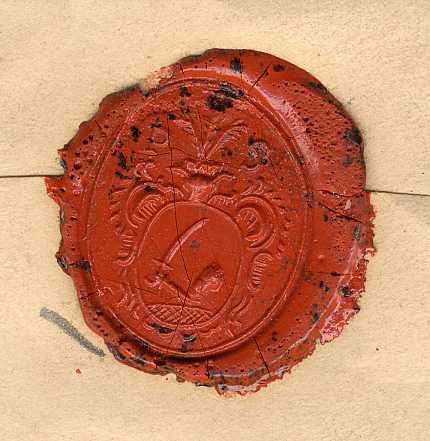
Idősebb Persay Sándor (1788-1850), abonyi uradalmi kasznár, uradalmi ispán címeres viaszpecsétje a végrendeletében.

A persai Persay család egy Pest vármegyei nemesi származású család, amely a Nógrád vármegyei Perse nevű településről származik. A család legkorábbi eddigi ismert említése 1480-ból való, holott ekkor a tagjai már földbirtokos nemesek voltak. A 18. századtól fogva több uradalmi gazdatiszt, gyógyszerész, földbirtokos, okleveles mérnök, valamint alispán is ismert, aki e családból származott.

## A család története
A római katolikus nemesi család a 18. század során és a 19. század első felében hol a "Persei", hol a "Persey" vezetéknevet használta, majd a 19. század második felétől állandóan "Persay"-ként kezdtek szerepelni az összeírásokban. Az 1854-es Vas Gereben-féle Nagy naptarban a Cegléden lakó gyógyszerész még "Persey Sándor"ként szerepelt. A családnak a Nógrád vármegyei Perse (Prša) nevű településről Pest vármegyébe való átköltözés időpontja ismeretlen. 1480-ban szerepel Persei Simon prókátor (ügyvéd) egy Gömör vármegyei pereskedésben. Maróthi Persey Miklós 1570. február 5-én szerepel egy birtokadomány ügyében a kancellária könyveiben; 1569-ben Persey Miklós magyar királyi udvari kancelláriai jegyzőt valamint Ibrányi Ferencet a hűtlenségi bűn miatt Bozzási Jánostól elfoglalt lónyai, naményi, bátyúi és a többi részbirtokokba iktatták be. Másrészt egy 1601. január 15-én kelt pereskedésben szerepel egy nemes Mihályi Istvánné nemzetes (generosa) Persey Anna úrnő, kisbelnai és persei birtokosként, Nógrád vármegyében. Az eddigi feltárt forrásokkal azonban se Persey Miklóst se Mihályi Istvánné Persey Annát nem lehet a létező családfára elhelyezni.
Az anyakönyvezés és eddigi ismert összeírások alapján az első Persey akiről tudni, hogy Vácon, Pest megyében született, persei Persey Gáspár György (1716–1787), persei Persay György (1663–1717) és Lőrincz Katalin (1689–1739) fia volt. Persay Gáspárt a váczszentmihályi plébániában keresztelték meg 1716-ban, és felnőtt korában a váci káptalani városban élt, szabómester volt. Persey Gáspár 1735. február 6-án Vácon feleségül vette a középkorig visszavezethető Szolnok vármegyei nemesi származású magyarbaksai Dull családból való magyarbaksai Dull Judit (1718–1785) kisasszonyt, magyarbaksai Dull András (1660–1730), Belső-Szolnok vármegye bírói székének esküdt jegyzője és Erzsébet asszony lányát. Dull Andrásnak I. Lipót magyar király 1700 január 26-án földbirtokot adományozott Biharon. Persay Gáspár 1744. május 5-én eladta a házát, hogy a püspöki városba átköltözzön. Akörül az történt, hogy ő többféle hűtlenségről vádolta sógorát, ifjabb Dúll András kamarást, azonban a megígért bebizonyítását nem tudta megszereznie, és ezért jellemtelen emberként az áttelepüléstől eltiltották. A Dull család első ismert említése 1388-ból való, amikor Baxai Dul László és Mihály, szolnokvármegyei nemesek tanúskodnak a mellett, hogy Mutos, Szélszeg, Goroszló és Turbucza nem Kővárhoz, hanem Aranyos várához tartoznak.
Persay István (1743–1820) 1775. február 12-én Csikóson, Sári mellett feleségül vette a nemesi származású lipcsei Sartory Borbála (1754–1835) kisasszonyt, akinek a szülei lipcsei Sartori Lipót (1733–1789), Újhartyánban uradalmi ispán (spanus dominalis) a gróf Keglevich családnál, és Schmir Katalin voltak. Sartory Borbála öccse, lipcsi Sartory Lipót (1760–1809), soroksári postamester volt, aki fivérével, lipcsei Szartóry János Nepomukkal (1752–1813), szomori plébánossal, elhunyt szüleikért a "Szartory alapítványt" hozta létre 1808-ban. Persay István (1743–1820), váci lakos 1776-ban még szülővárosában élt, amikor feleségétől, lipcsei Sartory Borbála (1754–1835) úrnőtől született az Anna nevű lánya. 1777-ben, azonban, Persay István, már Abonyban lakott, ahol uradalmi tiszttartóként (provisor dominalis) dolgozott. Ott született fia, Persay Sándor János Nepomuk (1788–1850), aki majd abonyi uradalmi ispán volt gróf Szapáry Ferenc (1804–1875) úrnál; 1822-től legalább 1828-ig az uradalmi kasznárként tevékenykedett ugyanott. Persay Sándor feleségül vette a Trencsén vármegyei nemesi származású brezányi Brezányi család sarját, brezányi Brezányi Zsuzsanna (1788–1830) kisasszonyt, brezányi Brezányi János (1751–1824), törteli birtokos, és nemes Kanyó Klára (1755–1836) lányát. Brezányi Zsuzsanna apai nagyszülei, brezányi Brezányi Gáspár (fl. 1739–1777), törteli birtokos, aki elköltözött a Heves megyei Csányból, és Langó Erzsébet (1723- †?) voltak. Apai dédapja, brezányi Brezányi János (1683–1748), csányi birtokos volt, akinek a nagyapja, Brezányi Miklós 1630. január 23-án nyert nemesi adományt II. Ferdinánd magyar királytól. Másrészt, Brezányi Zsuzsanna anyai nagyszülei, nemes Kanyó István (1715–1782), tápiószelei birtokos, és nemes Borbély Zsuzsanna (1722–1782) voltak. A tápiószelei nemesi birtokos családnak az őse Kanyó Demeter 1645. január 5-én III. Ferdinánd magyar királytól szerzett címeres nemeslevelet. A Tallián család által szeretett és megbízott Persay Sándor, abonyi uradalmi ispán gyermekeinek a keresztanyja több ízben vizeki Tallián Jozefa kisasszony volt, aki majd báró Szepessy Lajos felesége lett. Az 1848-as szabadságharcot Persay Sándor támogatta; amikor az önálló házi állami pénztárat létrehozni akartak és a Kossuth-bankót bevezetni óhajtották, arany és ezüst fedezetet kezdtek összegyűjteni országszerte. A sok-sok hazafi mellett kölcsönképpen, Persay Sándor, ezüstben 100 forintot tett le a pesti Arany és Ezüst beváltó hivatalnál.
Persay Sándor és Brezányi Zsuzsanna házasságából származik a család két ága; négy fiúgyermek született: Persay János (1813–1870), áporkai birtokos, a Lovaregylet tagja, aki az 1848-as szabadságharcot is támogatta, Persay Sándor (1818–1885), ceglédi gyógyszerész, Persay József (1816-†?), 1848-as főhadnagy a 65.dik H. zászlóaljnál és Persay István (1822–1892) ceglédi kisiparos. Persay Sándor végrendelete szerint, az adósságok levonása után, összesen 23 500 forintot hagyott gyermekeire az 1850-ben bekövetkezett halála előtt. Az új selyem díszruháját, új selyem kalapját, és az ezüst sarkantyúját, a legkisebbik fiára, Persay Istvánra ráhagyta.
Persay István (1822–1892) ceglédi kisiparos nem alapított külön ágat, mivel leányaiban kihalt a családja apai ágon. Persay István Jászberényen, 1845. július 3-án feleségül vette Szabolovics Katalin Annát, Szabolovics Mátyás, helyi kisiparosnak és Pölöskei Katalinnak a lányát. Persay Istvánnak Szabolovics Annától született: Mihálik Ferencné Persay Julianna (1856–†?), Kaszab Ernő Andrásné Persay Rozália (1858–†?), valamint Hunyadi Ferencné Persay Anna Amália (1850–1928), Kaszab Ernőné Persay Rozália második férje az olasz származású Specogna Lajos (1869–†?), órakereskedő, akihez 1904. szeptember 12-én Budapesten ment férjhez.
Persay Anna Amália (1850–1928) kisasszonyt 1876. szeptember 9-én Cegléden feleségül vette Hunyadi Ferenc (szül: Sztratimirovits Ferenc) (1836–1890), ceglédi városi adótiszt, gőzmalom tulajdonos, földbirtokos; Hunyadi Ferenc alapította 1885-ben a ceglédi Erzsébet malmot. Hunyadi Ferenc és Persay Anna sok gyerekes házasságból született: Hunyadi Ilona (1882–1947), akinek a férje dr. Hübner Emil (1879–1956), ügyvéd, ceglédi lapszerkesztő, a ceglédi városi könyvtár alapítója, Cegléd városi takarékpénztár ügyésze, valamint Hunyadi Mária (1880–1929), akinek a férje dr. Gombos Lajos (1881–1949), Cegléd város polgármestere 1907. és 1918 között, a Ceglédi Gazdasági Egyletet alapítóelnöke.

### János ága

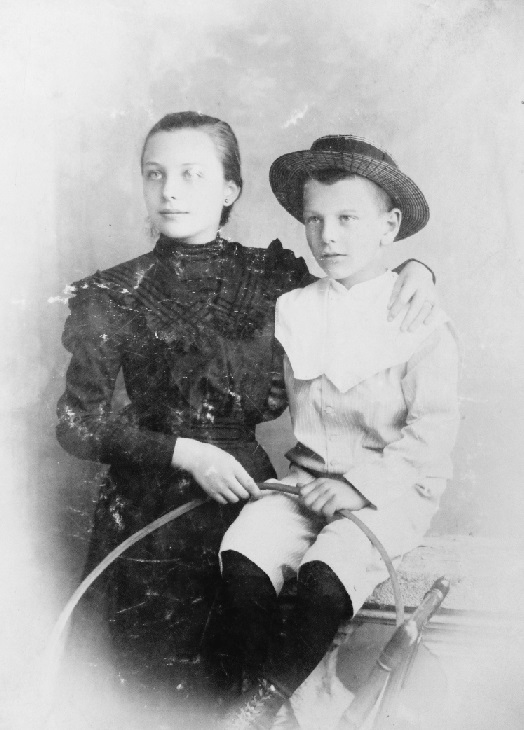
dr. boldogfai Farkas István sümegi főszolgabiróné persai Persay Erzsébet Julianna (1885-1913), és öccse, persai Persay Andor Lajos (1889–1938), novai gyógyszerész; Persay Gyula novai gyógyszerész két gyermeke.

Dr. boldogfai Farkas Istvánné persai Persay Erzsébet (1885–1913) úrnő, a Sümegi főszolgabíró felesége

Persay Sándor János Nepomuk (1788–1850), abonyi uradalmi ispán, és brezányi Brezányi Zsuzsanna (1788–1830) házasságából született szintén Abonyban a legidősebb gyermekük, Persay János István (1813–1870), áporkai földbirtokos, a Lovaregylet tagja. Ahogy fivére, Persay Sándor is, Persay János a "Magyar képzőművészeti társulat rendes tagja" volt. Persay János 1836. március 14-én Tápióbicskén feleségül vette tornóczi Szalay Terézt (1818–1857), tornóczi Szalay József (1780–1852), örkényi uradalmi ispán a gróf Grassalkovich családnál, és nemes Takáts Abigail Terézia (1795–1849) lányát. Takáts Abigail atyja a nemes Takács másképp Deák családból való nemes Takáts Ádám (1758–1812), aki leszármazottja volt Takács alias Deák György úrnak, aki 1694. szeptember 10-én szerzett nemesi armális címeres-levelet I. Lipót magyar királytól. Másrészt, Persay Jánosné Szalay Teréziának az ükapja, tornóczi Szalay János feleségével, Vargha Erzsébettel, 1688. január 5-én szerzett armálist I. Lipót magyar királytól; ahogy a Brezányi család is, tornóczi Szalay családnak a bizonyos tagjai szintén átvándoroltak felvidékről és a környéken telepedtek le: Persay Jánosné Szalay Terézia apai nagyszülei tornóczi Szalay Gábor (1740–1826), tornóci birtokos, királyi testőr jelölt és Riskovics Erzsébet (1760–1808) voltak, és a Nyitra vármegyei Tornócon laktak. Szalay József Az 1848-as szabadságharcot támogatta; amikor az önálló házi állami pénztár létrehozása érdekében Szalay József Bényéről 50 forintot adott 50 pozsonyi mérő rozsdában.
Persay Jánosné Szalay Teréziának az anyai nagyanyja, az ősi nemesi tápióbicskei birtokos bicskei Bitskey családból való nemes Takáts Ádámné bicskei Bitskey Abigail (1758–1846) úrnő volt, akinek az édesapja, idősebb bicskei Bitskey István (1703–1773), tápióbicskei birtokos, aki 1733. június 17-én tért át a Kálvinizmusról a Katolicizmusra, édesanyja, nemes Csebi Katalin (1720–1797) úrnő volt. Persay Jánosné Szalay Terézia egyik fivére, tornóczi Szalay József (1814–1883), tápiószelei plébános, budapesti háztulajdonos, akinek halála után vagyonát, Persay János és Szalay Terézia gyermekei örökölték meg. Az 1857. júniusi magyar gazdasági kiállításon Persay János "Szattyán" nevű paripája, az ivadékversenyen, a második csapatban, vett részt.
Persay János az apja örökségével, 6 000 forinttal vásárolt birtokot Áporkán, ahova elköltözött feleségével együtt; ott születtek a gyerekei. Persay János és Szalay Terézia legidősebbik gyermeke ifjabb Persay János (1837–1899) áporkai közbirtokos volt, aki 1864. május 16-án Abonyban feleségül vette a helyi nemesi származású nagykállói Vida Ida Stefánia (1844–?) kisasszonyt, akinek a szülei nagykállói Vida Mihály, abonyi földbirtokos és Valerián Mária voltak. Idősebb Persay János halála után fél évvel, 1870. szeptember 5-én, az áporkai kúriájánál elárverezték az áporkai nemesi birtokát, a közlegelő regálé malomrév zátony szigettel együtt 6 éves haszonbérre. A legidősebb gyermeke, ifjabb Persay János pedig Árporkára költözött feleségével együtt, ahol közbirtokosként élt. Szalay Teréz, férjét, idősebb Persay Jánost, három gyermekkel áldotta meg: Persay János (1837-1899), Persay Vilma (1853–1915) és Persay Gyula (1855–1924). Persay Vilma 1870. november 15-én férjhez ment Cegléden a református vallású somló-aljai Vecsey családból való somlóaljai dr. Vecsey Gyulához (1837–1912), Pest vármegye tiszteletbeli főorvosához, a gödöllői császári és királyi palotaorvoshoz, akinek a szülei somlóaljai Vecsey Károly (1800–1865) Tata református lelkésze és Tóth Pápai Ágnes (1807–1880) voltak. Öccse, Persay Gyula 1879-ben szerezte a gyógyszerészi diplomáját Gödöllőn és Nemesvidre került dolgozni, ahol 1884. április 2-án vette el első feleségét, a nemeskéri Kiss családból származó, nemeskéri Kiss Erzsébet Mária Klementina Alojziát (1867–1888), nemeskéri Kiss István (1833–1884) nemesvidi gyógyszerész és Schandl Alojzia (1837–1915) lányát. A házasságkötésnél, a tanúk tekintetes Schandl Mátyás úr és tekintetes Nagy Károly úr birtokosok voltak. Persay Gyuláné nemeskéri Kiss Erzsébet anyai nagyszülei Schandl János (1799–1881), győri polgár, gyümölcskereskedő, városi tanácsos, aki az 1848-as szabadságharc alatt Győr szabad királyi város egyik képviselője volt, és Lakner Alojzia (1810–1879) úrnő voltak. Schandel Jánosné Lakner Alojzia öccse, Lakner Mátyás (1812–1865), lepsényi plébános volt. Nemeskéri Kiss István nagyapja, duliczi Duliczky János (1769–1823) gyógyszerész, 1797-ben alapította Marcali első gyógyszertárát, a "Szentháromság"ot, és ő maga 1874-ben alapította Nemesvid első gyógyszertárát, a "Megváltó"-t. Persay Gyula és nemeskéri Kiss Erzsébet egyetlen lánya, Persay Erzsébet Julianna (1885–1913), férjhez ment a zalai tekintélyes nemesi származású boldogfai Farkas család sarjához dr. boldogfai Farkas István (1875–1921) sümegi főszolgabíróhoz, akinek a szülei boldogfai Farkas Ferenc (1838–1908) Zala vármegye számvevője, földbirtokos és nemesnépi Marton Zsófia (1842–1900) asszony voltak. Persay Gyula első neje halála után (21 évesen hunyt el), 1888. július 26-án feleségül vette Marcaliban Kim Margit Vilmát (1865–1956), aki szintén egy gyermekkel áldotta meg: persai Persay Andor (1889–1938) novai gyógyszerész.
Persay Gyula elköltözött második feleségével és két kis gyermekével Novára, Zala vármegyébe és 1886-ban megalapította az "Őrangyal" nevű gyógyszertárt. Persay Gyula gyógyszerész, földbirtokos hamarosan híres lett az egyik általa összeállított bajuszpedrője miatt, amelyet már 1897-ben gyakran reklámoztak a Zalamegye című újságban 1895-ben megyebizottsági taggá választották meg. Később, 1901-ben, 1904-ben, és 1905-ben ismét választották meg. 1900-tól a Zalavármegyei magyar iparvédő-egyesület novai főfelügyelője lett.
1898. május 28-án zajlott a gróf németújvári Batthyány Zsigmond (1856–1939) által alapított Nova és Vidéke Takarékpénztár Részvénytársaság alakuló közgyülése Novánp; a hét alapítótagból Persay Gyula volt az egyike. 1900. és 1912. között a takarékpénztár pénztárnokaként tevékenykedett. 1912. február 26-án a vezérigazgatójává választották meg; vezérigazgatói tisztséget 1922-ig töltötte be. Később fia, Persay Andor ugyanannak a Takarék Pénztárnak igazgatósági tagja lett. Persay Gyula az aktív politikába uis beleszólt; a Függetlenségi és Negyvennyolcas Párt novai kerület vezetője volt. 1909. novemberében a függetlenségi népgyűlést tartották Nován, amelyen Persay Gyula elnökölt,. Ezen követelték az önálló magyar bank létrehozását és kijelentették, hogy csatlakoznak a Függetlenségi és Negyvennyolcas Párthoz, ugyanúgy, ahogy Letenyén és Sümegen is megtörtént.
Persay Andor (1889–1938) novai gyógyszerész, a Kőszegi Bencés Gimnáziumban tette le az alaptanulmányait, majd a Budapesti Királyi Magyar Tudomány-Egyetemen okleveles gyógyszerészként végzett 1913-ban. Az első világháború alatt a Vöröskeresztnek tett katonai-gyógyszerészi szolgálatai elismeréséül 1917. november 5-én, I. Ferenc József magyar király a Ferenc József arany érdemkereszttel, valamint az osztrák vitézségi éremmel tüntette ki Persay Andort. A Magyarországi Tanácsköztársaság elején kitört kommunista elleni alsólendvai ellenforradalom egyik résztvevője, a novai ellenállás vezetője; az ellenforradalom leleplezésekor Grazba menekült, majd a Tanácsköztársaság vége után visszatért Magyarországra.
Persay Andor Nován, 1935. november 9-én vette el Varga Arankát (1913–†?), Varga Ferenc, novai fazekasmester és Lábodi Anna leányát. Varga Arankától egy fiú- és egy leánygyermek született: Dolmányos Istvánné Persay Katalin (1936); és Persay Gyula (1935–2020), aki az 1956-os forradalom alatt a IV. é.h., nemzetőr, a rádiós csoport tagja volt. Ennek a Persay Gyulának egyetlenegy lánya született, akivel fiúágon kihalt a Persay családnak ez az ága.

### Sándor ága

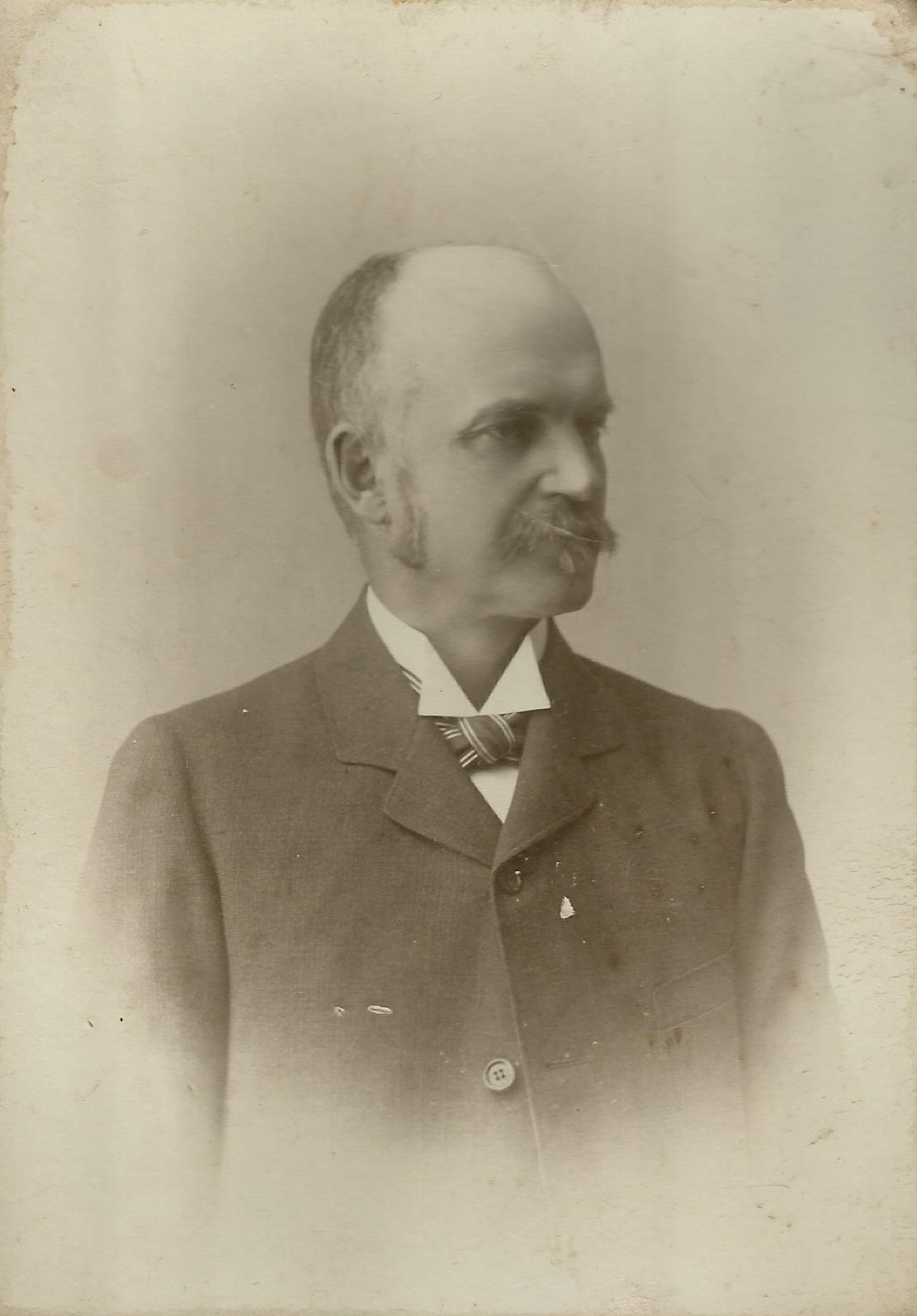
Dr. Persay Ferenc (1854–1937) Bars vármegye alispánja.

Persay Sándor János Nepomuk (1788–1850), abonyi uradalmi ispán, és brezányi Brezányi Zsuzsanna (1788–1830) fia az újkécskei születésű Persay Sándor (1818–1885) gyógyszerész volt, aki 1848-ban szerezte a diplomáját, és Cegléden vitte tovább a megtanult szakmáját, apja örökségével, 6 100 forinttal gyógyszertárat alapított. Ahogy fivére, Persay János is, Persay Sándor a "Magyar képzőművészeti társulat rendes tagja" volt; az 1859-ben kiadott Szent István Társulat névkönyvében, pedig Sándor szerepelt mint a társulat egyik rendes tagja. Persay Sándor ugyanakkor a ceglédi gőzmalom-társulat pénztárnoka, valamint a ceglédi takarékpénztár igazgatósági tagja is volt. Ifjabb Persay Sándor, 1851. október 8-án Cegléden vette feleségül Rigler Anna Terézia (1827–1876) kisasszonyt, akinek a szülei Rigler Ferenc (1795–1880) a nyitrai püspöki uradalom főpénztárnoka, és Tresler Anna voltak. Tresler Anna szülei Tresler János (1754–1823), Vác városnak a szenátora és Rieck Terézia (1764–1841) voltak. Rigler Anna három leány- és két fiúgyermekkel áldotta meg Persay Sándort: az egyik leány, persai Persay Ilona (1858–1922), aki Cegléden 1880. május 4-én házasságot kötött Hudák Andor (1852–1913) miskolci ügyvéddel, törvényszéki bíróval; húga, persai Persay Róza (1860–1945), akinek a férje az ágostai hitvallású Röck Gyula (1851–1887), köz- és váltó-ügyvéd, Röck István (1819–1898), miskolci szitás-mester, kereskedő, és Boross Terézia (1823–1916) fia volt. Röck Gyula és Persay Rozália frigyéből két fiúgyermek érte el a felnőttkort: dr. Röck Aladár (1883–1936), a Miskolci Ügyvédi Kamara elnöke, Miskolc város és Borsod-Gömöry és Kishont vármegye törvényhatósági bizottságának a tagja, a Tiszai evangélikus egyház kerület ügyésze, a Hegyaljai Egyházmegye törvényszékének bírája, valamint dr. Röck Béla (1884–1958) földművelésügyi miniszteri osztályfőnök volt.
Persay Sándor ceglédi gyógyszerésznek és Rigler Annának a lánya Persay Anna (1859–1915), akinek a férje nemes Dobos János (1844-1913), kapitány, majd Cegléd város levéltárosa volt; Dobos János levéltáros és Persay Anna egyik fia dr. Dobos Sándor (1881–1969), ügyvéd, Pest vármegyei tiszteletbeli főügyésze, Cegléd városának a helyettes polgármestere, Cegléd városa tiszti ügyésze, a ceglédi takarékpénztár igazgatósági tagja, a ceglédi református egyház főgondnoka, a Ceglédi Kisgazda főszerkesztője.
Persay Sándor (1818–1885) korában a gyógyszertár fogalma fellendült és már segédet és gyakornokot is tudott tartani. 1858-ban a Magyar Királyi Helytartótanács megadta a ceglédi patikának a reáljogot, és akkor már a "Szentlélek" néven szerepelt a patika. 1886-ban megtörtént a Persay patika átruházása, és az új tulajdonosa Bohus József okleveles gyógyszerész lett. Hazafi Veray János, fűzfapoéta, 1882 tavaszán Ceglédre érkezett és a Persay családnál megszállt. Persay Sándor úr étellel és pénzzel ellátta a költő vendégét, aki azt jegyezte fel, hogy "Tek.(intetes) Persay gyógyszerész urnál láttak még szivesen, Egy hétig szállás kosztolás még hozzá frt, megjegyzem. Jó hazafi uri családnál maradt a piczula zsebemben”. Egy évtizeddel később, 1896-ban, Persay Sándor és Rigler Anna fia, Persay Elek (1856–1908) gyógyszerész, aki megkapta az engedélyt, hogy Cegléden a harmadik gyógyszertárát megnyithassa, ekkor jött létre a ceglédi "Megváltó". Persay Elek a gyógyszerészi tanulmányait a Budapesti Királyi Magyar Tudomány-Egyetemen végezte 1877-ben; a ceglédi Persay féle gyógyszertár 1915-ig a család, illetve unokaöccse Dobos György tulajdonában maradt. Dobos György, Dobos Jánosnak és Persay Annának a fia volt, és egyben az apai nagyapja, nemes Dobos János (1804–1887) ceglédi református lelkész volt.
Persay Sándor ceglédi gyógyszerésznek és Rigler Annának a két fiúgyermeke: a nőtlen Persay Elek (1856–1908) ceglédi gyógyszerész, valamint dr. Persay Ferenc (1854–1937), jogász, Bars vármegye utolsó magyar alispánja. Dr. Persay Ferenc (1854–1937) Bars vármegye tiszti főügyésze, majd a tanács köztársasága megbukása után, annak a vármegyének az alispánja lett. 1894. november 11-én Aranyosmaróton Rakovszky Margittal (1874–1953), Rakovszky Ferenc (†1907) királyi közjegyző és czeczei Mátéffy Brigitta (1853–1895) lányával kötött házasságot; a menyasszony anyai nagyszülei czeczei Mátéffy Ignác (1812–1882), fogházfelügyelő Aranyosmaróton és királyházi Ruffy Mária (1825–1900) asszony voltak. Persay Ferenc és Rakovszky Margit házasságából 3 leány- és egy fiú gyermek született: Persay György (1905–1978), mezőgazdasági mérnök, a tiszalöki járás gazdasági felügyelője volt. Persay György egyik nővére, persai Persay Anna (1897–1950) volt, aki dobói Dobay Dezső (1896–1979) hadbiztos ezredesnek a felesége volt; Dobay Dezsó szülei dobói Dobay Dezső (1861–1897), és Szanka Zelma voltak.
Persay Ferenc (1854−1937) barsi alispán és Rakovszky Margit frigyéből szintén született persai Persay Margit kisasszony, és limpensi Janssen Lajos szabadalmi ügyvívóné Persay Brigitta (1895−1987); limpensi Janssen Lajos, okleveles mérnök, hites szabadalmi ügyvivő 1927. január 30-án Budapesten, feleségül vette Persay Brigitta kisasszonyt. Persay Brigitta apósa a holland nemesi származású Alfonz Janssen de Limpens (1843−1906) volt, aki a Somoskő község határában emelkedő Nyerges-hegy csúcsán 1878-ban nyitotta meg kőbányáját, amelyet a "bremszi-bánya" név alatt volt ismeretes és amelyen készült a híres "macskakő". Persay Györgynek (1905−1978) és Pazonyi Margitnak (1917−1985) egy fiú- és egy leány gyermeke született: ifjabb Persay György és Persay Ani. Ifjabb Persay Györgytől két lány született; vele kihalt végleg a Persay család fiúágon.

## A család kiemelkedő tagjai
- Persay Sándor (1788–1850), uradalmi ispán Abonyban.
- Persay János (1813–1870), áporkai földbirtokos.
- Persay Sándor ( 1818–1885) okleveles gyógyszerész, ceglédi gyógyszertár tulajdonos.
- dr. Persay Ferenc (1854–1937), jogász, ügyvéd, egyházmegyei tiszti főügyész, Bars vármegye utolsó alispánja.
- Persay Gyula (1855–1924), novai gyógyszertártulajdonos, földbirtokos, a Nova és Vidéke Takarékpénztár Részvénytársaság vezérigazgatója.
- Persay Elek (1856–1908), ceglédi gyógyszertártulajdonos, Cegléd város tanácsosa, a római katolikus egyháztanács tagja, a Ceglédi Népbank igazgatósági tagja.
- Persay Andor (1889–1938) novai gyógyszerész, földbirtokos, az 1919-es alsólendvai ellenforradalom egyik résztvevője, a "Nova és Vidéke Takarékpénztár Részvénytársaság" igazgatósági tagja, iparhatósági biztos.

## Az eddig ismert családfa
- A1 Persay György (1663–Vác, 1717. augusztus 12.), váci lakos. Felesége: Lőrincz Katalin (1689–Vác, 1739. február 23.).
  - B1 Gáspár György (Vác, 1716. december 29. – Vác, 1787. január 8.), váci lakos. Neje: magyarbaksai Dúll Judit (Vác, 1718. április 8.- Vác, 1785. április 22.).
    - C1 István (1743. – Abony, 1820. május 19.), uradalmi tiszttartó Abonyban. Felesége: lipcsei Sartory Borbála (Sári, 1754. december 2. – Abony, 1835. március 30.)
      - D1 Anna (Vác, 1776. január 6.–†?)
      - D2 Borbála (Abony, 1777. április 23.–†?)
      - D3 István János (Abony, 1781. május 25.–†?)
      - D4 Mihály (József Mihály) (Abony, 1786. szeptember 1.-Abony, 1861. december 18.). Felesége: Kalnécsik Lucía.
        - E1 József Ferenc (Abony, 1818. október 10.–†?)

      - D5 Sándor János Nepomuk (Abony, 1788. március 17. – Abony,1850. november 14.), abonyi uradalmi ispán. Felesége: brezányi Brezányi Zsuzsanna (Törtel, 1788. június 26. –Abony, 1830. augusztus 25.)
        - E1 János István (Abony, 1813. december 16. – Áporka, 1870. március 2.), áporkai földbirtokos. Felesége: tornóczi Szalay Terézia (Örkény, 1818. január 21. – Áporka, 1857. január 23.)
          - F1 János József (Áporka, 1837. október 16.– Budapest, VIII. ker., 1899. szeptember 2.), áporkai birtokos. Felesége: nagykállói Vida Ida Stefánia (Abony, 1844. augusztus 22. – †?)
            - G1 Béla (Abony, 1865. szeptember 9. -†?), áporkai hentesmester.
            - G2 Ida Terezia (Abony, 1869. március 10. –Budapest, XV. ker., 1925. február 16.). Férje: Schnell János
            - G3 Mária Borbála (Abony, 1870. december 31. – †?). Férje: Cserna Lajos, áporkai kisbirtokos.
            - G4 Mária Anna (Áporka, 1872. december 21. -†?)
            - G5 Jenő (Áporka, 1874. december 16.-†?), villamoskocsi vezető. Riska Mária (Pusztazámor, 1878. március 15.–†Áporka, 1955. október 4.)
            - G6 Anna Vilma (Áporka, 1878. június 8. -Áporka, 1878. szeptember 8.)

          - F2 Terézia (Áporka, 1839. július 18.- Áporka, 1841. január 3.)
          - F3 Veronika  (Áporka, 1840. november 26.- Áporka, 1841. január 16.)
          - F4 Mária (Áporka, 1840. november 26.- Áporka, 1841. január 16.)
          - F5 Gyula (Áporka, 1842. november 8.- Áporka, 1842. december 28.)
          - F6 Hermina (Áporka, 1845. március 12.- Áporka, 1866. február 15.)
          - F7 Terézia (Áporka, 1848. augusztus 1.- Áporka, 1848. december 15.)
          - F8 Vilma (Áporka, 1850. május 20.- Áporka, 1852. március 13.)
          - F9 Vilma (Áporka, 1853. augusztus 17. – Budapest, 1915. szeptember 25.) Férje: vecsei és somló-aljai dr. Vecsey Gyula (Tata, 1837. december 14. – Budapest, 1912. december 1.) Pest vármegye tiszteletbeli főorvosa, a gödöllői császári és királyi palota-orvosa
          - F10 Gyula (Áporka, 1855, március 14. – Nova, 1924. november 24.) okleveles gyógyszerész, megyebizottsági tag, földbirtokos, a "Nova és Vidéke Takarékpénztár Részvénytársaság" vezérigazgatója. 1. felesége: nemeskéri Kiss Erzsébet Mária Klementina Alojzia (Marcali, 1867. március 14.- Nemesvid, 1888. március 1.) 2. felesége: Kim Margit Vilma (Pusztakovácsi, 1865. július 12.- Nova, 1955.)
            - G1 Erzsébet Julianna (1. házasságból) (Nemesvid, 1885. július 26. – Sümeg, 1913. április 23.) Férje: boldogfai dr. Farkas István (Boldogfa, 1875. július 11. – Budapest, 1921. január 6.) jogász, Sümeg város főszolgabírája
            - G2 Gyula István (1. házasságból) (Nemesvid, 1887. január 6. – Nemesvid, 1887. április 26.)
            - G3 Andor Lajos (2. házasságból) (Nemesvid, 1889. május 30. – Nova, 1938. február 27.) okleveles gyógyszerész. Felesége: Varga Aranka (Nova, 1913. május 24. -†?)
              - H1 Gyula András (Nova, 1935. augusztus 26.–Budapest, 2020. július 27.), vegyészmérnök, 1956-os szabadságharcos nemzetőr, a rádiós csoport tagja. Neje: Keller Edit
                - I1 Hedvig, Reinprechtné

              - H2 Katalin (Nova, 1936. szeptember 30.-Budapest, 2015. május 30.) Férje: dr. Dolmányos István (*Nagykanizsa, 1924. július 15.- Kaposvár, 2006. június 4.), ügyvéd.

            - G4 Gyula Lajos (2. házasságból) (Nova, 1894. augusztus 12.- Nova, 1895. február 12.)

        - E2 József Sándor (Újkécske, 1816. április 19.- † ? ) 1848-as főhadnagy a 65.dik H. zászlóaljnál
        - E3 Sándor Antal Mihály (Újkécske, 1818. október 12.- Cegléd, 1885. április 4.) okleveles gyógyszerész. Felesége: Rigler Anna Terézia (Vác, 1827. november 27. – Cegléd, 1876. szeptember 22.)
          - F1 Etelka Karolina Franciska (Cegléd, 1852. december 11. –Cegléd, 1868. augusztus 11.)
          - F2 Ferenc Pál, dr. (Cegléd, 1854. június 22. – Budapest, 1937. augusztus 4.) jogász, Bars vármegye alispánja, tiszti főügyésze. Felesége: Rakovszky Margit Brigitta Mária (Aranyosmarót, 1874. június 8. – †1953.)
            - G1 Brigitta (Aranyosmarót, 1895. november 23.- Budapest, 1987. augusztus 8.). Férje: Lajos Janssen de Limpens (Pándorfalu, 1875. március 9.), mérnök, hites szabadalmi ügyvivő.
            - G2 Anna Vilma Ida (Anikó) (Aranyosmarót, 1897. február 14.– Budapest, 1950. február 16.) Férje: dobói Dobay Dezső (Budapest, 1896. november 26.- Budapest, 1979. szeptember 1.) hadbiztos ezredes
            - G3 Margit
            - G4 György (Aranyosmarót, 1905. június 23. – Nyíregyháza, 1978. december 4.) okleveles mezőgazdasági mérnök. Neje: Pazonyi Margit (Nyíregyháza, 1917. január 24. – Budapest, 1985. október 25.)
              - H1 György,
                - I1 Brigitta, Tóth-Tokiné
                - I2 Ildikó

              - H2 Anna, Feketené

          - F3 Sándor (Cegléd, 1855. november 6. – Cegléd, 1855. november 6.)
          - F4 Elek Sándor (Cegléd, 1856. december 20. – Cegléd, 1908. november 10.) gyógyszerész, Cegléd város tanácsosa.
          - F5 Ilona Mária (Cegléd, 1858. január 9.- Miskolc, 1922. május 20.), Férje: nemes Hudák Andor (Harsány, 1852. június 8.– Miskolc, 1913. április 10.), ügyvéd, királyi törvényszéki bíró.
          - F6 Anna (Cegléd, 1859. március 12. – Cegléd, 1915. február 27.) Férje: nemes Dobos János (Óbuda, 1844. július 21. – Budapest, 1913. június 14.), Cegléd város levéltárosa.
          - F7 Róza Margit Laura (Cegléd, 1860. július 14. – Budapest, 1945. június 24.). 1. Férje: Röck Gyula (Miskolc, 1851. augusztus 17. –Miskolc, 1887. április 5.). miskolci köz- és váltó-ügyvéd. 2. férje: Badeskó Dániel (Ósopot, Krassó-Szörény vm., 1855. december 4. –Arad, 1907. szeptember 15.), császári és királyi alezredes.
          - F8 Sándor (Cegléd, 1864. január 7. –Cegléd, 1864. március 28.)

        - E4 Imre (Abony, 1820. november 6.– Abony, 1820. november 25.)
        - E5 István Imre (Abony, 1822. február 25. – Cegléd, 1892. május 7.) Felesége: Szabolovics Anna (*Jászberény, 1823. június 30.-†?)
          - F1 István Sándor (Abony, 1846. május 12.-† ?)
          - F2 Flóra Anna (Jászberény, 1848. április 24.-†?)
          - F3 Anna Amália (Abony, 1850. május 31. – Cegléd, 1928. január 21.).[18] Férje: Hunyadi Ferenc (szül: Sztratimirovits Ferenc) (Cegléd, 1836. december 18.– Cegléd, 1890. január 21.), ceglédi városi adótiszt, gőzmalom tulajdonos, földbirtokos.[20]
          - F4 Erzsébet (Abony, 1852. október 28. -†?)
          - F5 Kálmán Ferenc (Abony, 1854. szeptember 15. – Abony, 1855. október 10.)
          - F6 Julianna Rozália (Abony, 1856. június 19.- †?). Férje Mihálik Ferenc, ceglédi pékmester.
          - F7 Rozália Mária (Abony, 1858. február 5.- †?). 1.f.: Kaszab Ernő András (Jászberény, 1856. december 6.- †?). 2.f.: Specogna Lajos (Montefusco,  Avellino megye, Olaszország, 1869. december 29.– †?), órakereskedő.
          - F8 Károly Ferenc (Abony, 1862. február 8.- Abony, 1862. március 9.)
          - F) Gyula Károly (Abony, 1864. február 5.- Abony, 1871. február 1.)

        - E6 Imre Károly (Abony, 1825. március 16.- † ?)